# مطار شغشران
مطار شغشران (بالفارسية: میدان هوایی چغچران) (إياتا: CCN، إيكاو: OACC)هو مطار يخدم مدينة شغشران (فيروز كوه) في ولاية غور الأفغانية، استخدم المطار من قبل قوة الأمن الدولية (ايساف) و قوات الأمن الوطنية الأفغانية.